# North Hill (Anguilla)
North Hill – miejscowość i dystrykt na Anguilli – brytyjskim terytorium zamorskim na Karaibach. W 2001 roku liczyła 439 mieszkańców.